# Cabera
Cabera is een geslacht van vlinders uit de familie spanners (Geometridae) en de onderfamilie Ennominae.

## Soorten
- C. andrica Prout, 1932
- C. aquaemontana (Prout, 1913)
- C. borealis Hulst, 1896
- C. candidaria Leech, 1897
- C. carnea Dognin, 1903
- C. catharodes Turner, 1904
- C. elatina (Prout, 1913)
- C. erythemaria Guenée, 1858
- C. exanthemata Scopoli, 1763 - bruine grijsbandspanner
- C. fulgurata Debauche, 1938
- C. glabra (Warren, 1904)
- C. graciosa Dyar, 1913
- C. griseolimbata Oberthür, 1879
- C. humbloti Herbulot, 1978
- C. leptographa Wehrli, 1936
- C. limbata (Herbulot, 1954)
- C. monacaria Debauche, 1938
- C. nathaliae Herbulot, 1991
- C. neodora Prout, 1922
- C. nevillei Krüger, 2000
- C. niveopicta Inoue, 1986
- C. ochropurpuraria Herrich-Schäffer, 1858
- C. pictilinea (Warren, 1902)

- C. pseudognophos (Prout, 1917)
- C. purus Butler, 1878
- C. pusaria Linnaeus, 1758 - witte grijsbandspanner
- C. quadrifasciaria Packard, 1873
- C. rufofasciaria Leech, 1897
- C. schaefferi Bremer, 1864
- C. sinicaria Leech, 1897
- C. strigata (Warren, 1897)
- C. subalba (Warren, 1901)
- C. toulgoeti Herbulot, 1957
- C. variolaria Guenée, 1858